# U-580
Unterseeboot 580 foi um submarino alemão do Tipo VIIC, pertencente a Kriegsmarine que atuou durante a Segunda Guerra Mundial.
O U-580 entrou em operação no ano de 1941, não realizando nenhuma patrulha de guerra, vindo a afundar no dia 11 de novembro de 1941 no Mar Báltico, próximo de Memel  após colidir com o navio alvo Angelburg, causando desta forma a morte de 12 de seus tripulantes enquanto que outros 32 sobreviveram.

## Comandantes
| Comandante                  | Data                                         |
| --------------------------- | -------------------------------------------- |
| Oblt. Hans-Günther Kuhlmann | 24 de julho de 1941 - 11 de novembro de 1941 |

## Subordinação
| Período                                      | Flotilha                  |
| -------------------------------------------- | ------------------------- |
| 24 de julho de 1941 - 11 de novembro de 1941 | 5. Unterseebootsflottille |

## Coordenadas
1. ↑  em posição 55° 45' N 20° 40' O